# Список птахів Південної Джорджії та Південних Сандвічевих островів
Це перелік видів птахів, зафіксованих на території Південної Джорджії та Південних Сандвічевих островів, а також на Британській Антарктичній Території. Авіфауна Південної Джорджії та Південних Сандвічевих островів налічує загалом 98 видів, з них 2 види є ендемічними.

## Позначки
Наступні теги використані для виділення деяких категорій птахів.
- (A) Випадковий — вид, який рідко або випадково трапляється на Південній Джорджії та Південних Сандвічевих островах
- (Е) Ендемічий — вид, який є ендеміком Південної Джорджії та Південних Сандвічевих островів

## Гусеподібні(Anseriformes)
Родина: Качкові (Anatidae)
- Лебідь чорношиїй, Cygnus melancoryphus (A)
- Каргарка магеланська, Chloephaga picta (A)
- Чирянка блакитнокрила, Spatula discors (A)
- Свищ чилійський, Mareca sibilatrix (A)
- Шилохвіст жовтодзьобий, Anas georgica
- Чирянка жовтодзьоба, Anas flavirostris

## Голубоподібні(Columbiformes)
Родина: Голубові (Columbidae)
- Zenaida auriculata (A)

## Журавлеподібні(Gruiformes)
Родина: Пастушкові (Rallidae)
- Султанка африканська, Porphyrio alleni (A)
- Porphyrio martinicus (A)

## Сивкоподібні(Charadriiformes)
Родина: Сніжницеві (Chionididae)
- Сніжниця жовтодзьоба, Chionis albus

Родина: Баранцеві (Scolopacidae)
- Бартрамія, Bartramia longicauda (A)
- Побережник канадський, Calidris bairdii (A)
- Побережник малий, Calidris minuta (A)
- Побережник-крихітка, Calidris minutilla (A)
- Побережник білогрудий,  Calidris fuscicollis (A)
- Побережник арктичний, Calidris melanotos (A)
- Плавунець довгодзьобий, Phalaropus tricolor (A)
- Коловодник малий, Tringa solitaria (A)

Родина: Поморникові (Stercorariidae)
- Поморник чилійський, Stercorarius chilensis (A)
- Поморник антарктичний, Stercorarius maccormicki
- Поморник фолклендський, Stercorarius antarctica
- Поморник середній, Stercorarius pomarinus (A)
- Поморник довгохвостий, Stercorarius longicaudus (A)

Родина: Мартинові (Laridae)
- Мартин патагонський, Chroicocephalus maculipennis (A)
- Мартин магеланський, Leucophaeus scoresbii (A)
- Мартин аргентинський, Larus atlanticus (A)
- Мартин домініканський, Larus dominicanus
- Крячок бурий, Anous stolidus
- Крячок полярний, Sterna paradisaea
- Крячок антарктичний, Sterna vittata

## Пінгвіноподібні(Sphenisciformes)
Родина: Пінгвінові (Spheniscidae)
- Пінгвін королівський, Aptenodytes patagonicus
- Пінгвін імператорський, Aptenodytes forsteri (A)
- Пінгвін Аделі, Pygoscelis adeliae
- Пінгвін-шкіпер, Pygoscelis papua
- Пінгвін антарктичний, Pygoscelis antarctica
- Пінгвін магеланський, Spheniscus magellanicus
- Пінгвін золотоволосий, Eudyptes chrysolophus
- Пінгвін білогорлий, Eudyptes schlegeli (A)
- Пінгвін чубатий, Eudyptes chrysocome

## Буревісникоподібні(Procellariiformes)
Родина: Альбатросові (Diomedeidae)
- Альбатрос сіроголовий, Thalassarche chrysostoma
- Альбатрос сірощокий, Thalassarche cauta
- Альбатрос баунтійський, Thalassarche salvini
- Альбатрос чорнобровий, Thalassarche melanophris
- Альбатрос бурий, Phoebetria fusca
- Альбатрос довгохвостий, Phoebetria palpebrata
- Альбатрос королівський, Diomedea epomophora
- Альбатрос мандрівний, Diomedea exulans

Родина: Океанникові (Oceanitidae)
- Океанник Вільсона, Oceanites oceanicus
- Океанник сіроспинний, Garrodia nereis
- Океанник білобровий, Pelagodroma marina
- Фрегета білочерева, Fregetta grallaria
- Фрегета чорночерева, Fregetta tropica

Родина: Качуркові (Hydrobatidae)
- Качурка північна, Hydrobates leucorhous (A)

Родина: Буревісникові (Procellariidae)
- Буревісник гігантський, Macronectes giganteus
- Буревісник велетенський, Macronectes halli
- Буревісник південний, Fulmarus glacialoides
- Буревісник антарктичний, Thalassoica antarctica (A)
- Пінтадо, Daption capense
- Буревісник білий, Pagodroma nivea
- Тайфунник кергеленський, Aphrodroma brevirostris
- Тайфунник довгокрилий, Pterodroma macroptera (A)
- Тайфунник м'якоперий, Pterodroma mollis
- Тайфунник білоголовий, Pterodroma lessonii
- Тайфунник атлантичний, Pterodroma incerta
- Буревісник блакитний, Halobaena caerulea
- Пріон сніжний, Pachyptila turtur
- Пріон широкодзьобий, Pachyptila vittata
- Пріон малий, Pachyptila salvini
- Пріон антарктичний, Pachyptila desolata
- Пріон тонкодзьобий, Pachyptila belcheri
- Пріон товстодзьобий, Pachyptila crassirostris
- Буревісник сірий, Procellaria cinerea
- Буревісник білогорлий, Procellaria aequinoctialis
- Буревісник новозеландський, Procellaria westlandica (A)
- Буревісник світлоногий, Ardenna carneipes
- Буревісник великий, Ardenna gravis
- Буревісник сивий, Ardenna grisea
- Буревісник малий, Puffinus puffinus (A)
- Буревісник-крихітка тристанський, Puffinus elegans
- Пуфінур великий, Pelecanoides urinatrix
- Пуфінур георгійський, Pelecanoides georgicus

## Сулоподібні(Suliformes)
Родина: Бакланові (Phalacrocoracidae)
- Баклан георгійський, Leucocarbo georgianus (E)
- Баклан антарктичний, Leucocarbo bransfieldensis

## Пеліканоподібні(Pelecaniformes)
Родина: Чаплеві (Ardeidae)
- Чепура велика, Ardea alba (A)
- Чепура американська, Egretta thula (A)
- Чапля єгипетська, Bubulcus ibis (A)

## Катартоподібні(Cathartiformes)
Родина: Катартові (Cathartidae)
- Катарта червоноголова, Cathartes aura (A)

## Совоподібні(Strigiformes)
Родина: Сипухові (Tytonidae)
- Сипуха крапчаста, Tyto alba (A)

## Соколоподібні(Falconiformes)
Родина: Соколові (Falconidae)
- Сапсан, Falco peregrinus (A)

## Горобцеподібні(Passeriformes)
Родина: Тиранові (Tyrannidae)
- Еленія білочуба, Elaenia albiceps (A)
- Дормілон масковий, Muscisaxicola maclovianus (A)
- Тиран королівський, Tyrannus tyrannus (A)

Родина: Ластівкові (Hirundinidae)
- Білозорка чилійська, Tachycineta leucopyga (A)
- Ластівка сільська, Hirundo rustica (A)
- Ластівка міська, Delichon urbicum (A)

Родина: Горобцеві (Passeridae)
- Горобець хатній, Passer domesticus (A)

Родина: Плискові (Motacillidae)
- Щеврик антарктичний, Anthus antarcticus (E)

Родина: Трупіалові (Icteridae)
- Шпаркос великий, Leistes loyca (A)